# Джани, Феличе
Феличе Джани (итал. Felice Giani; 15 декабря 1758, Сан-Себастьяно-Куроне, Пьемонт — 11 января 1823, Рим) — итальянский живописец-декоратор, один из крупнейших представителей неоклассицизма.

## Биография

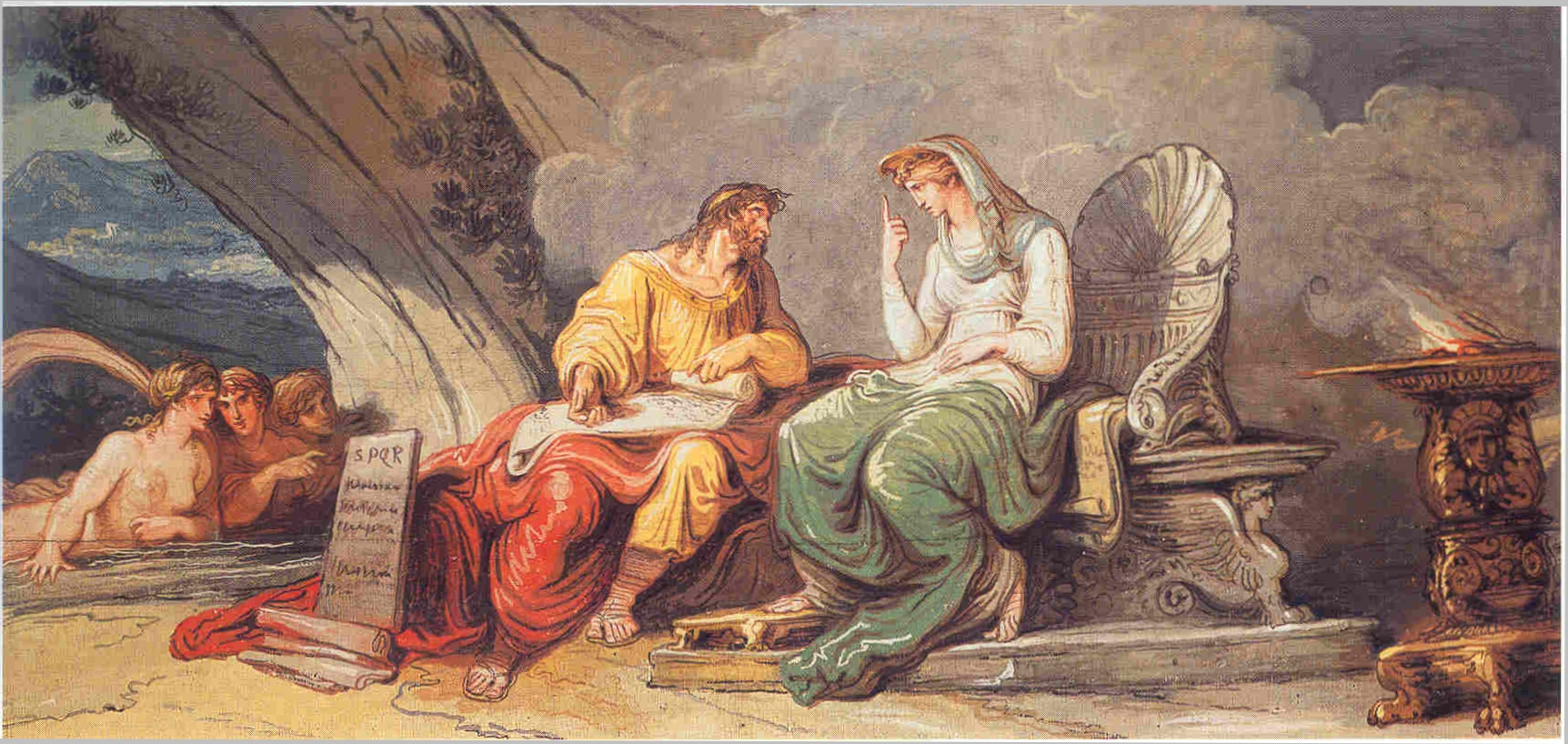
Нума Помпилий получает законы Рима от нимфы Эгерии

В молодости переехал в Павию, где учился у Карло Антонио Бьянки и Антонио Галли Бибиена. В 1778 году отправился в Болонью и поступил в студию Доменико Педрини и Убальдо Гандольфи. Затем переехал в Рим и занимался украшением Палаццо Альтьери. Между 1780 и 1786 годами он работал в различных мастерских Рима, например, у Помпео Батони и Кристофа Унтербергера. Затем вернулся на север, чтобы работать в Фаэнце, где сотрудничал с художниками Серафино Бароцци и Джованни Баттистой Баланти Грациани. В Фаэнце участвовал в серии плодотворных проектов, включая фресковое оформление дворцов Ладерки, Нальди и Мильцетти.
Оставил множество работ как живописец и декоратор во многих итальянских городах, в том числе в Риме, украсив три зала Ганимеда, Вакханок и Славы в галерее Боргезе. Во время Первой Империи с 1803 года некоторое время провёл в Париже, где создал ряд гравюр. После этого писал замечательные мифологические сцены, пейзажи, этюды с животными и композиции, барельефы (78 рисунков).
В 1784 году получил первую премию на конкурсе Академии художеств в Парме, в котором участвовал и совсем юный Гойя.
Его величественные работы часто включали греко-римские мотивы.

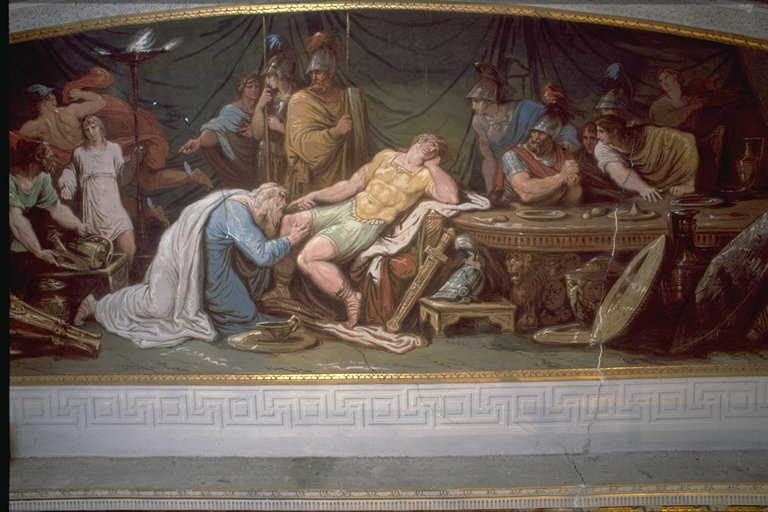
Приам просит вернуть тело Гектора
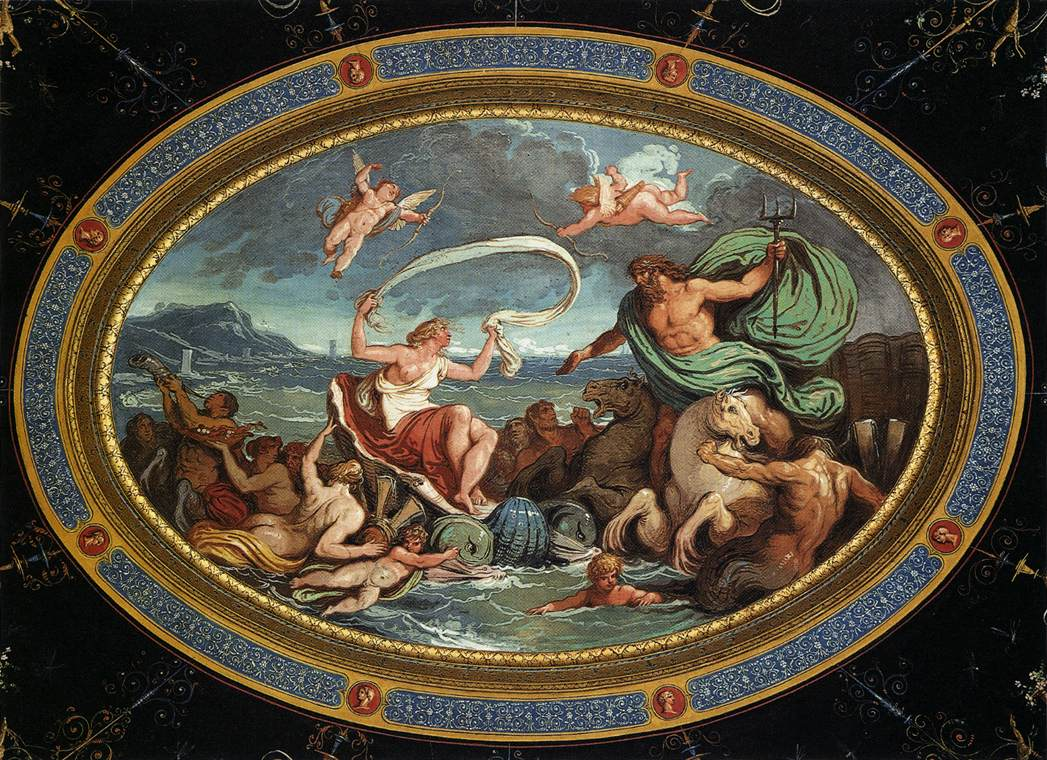
Свадьба Посейдона и Амфитриты
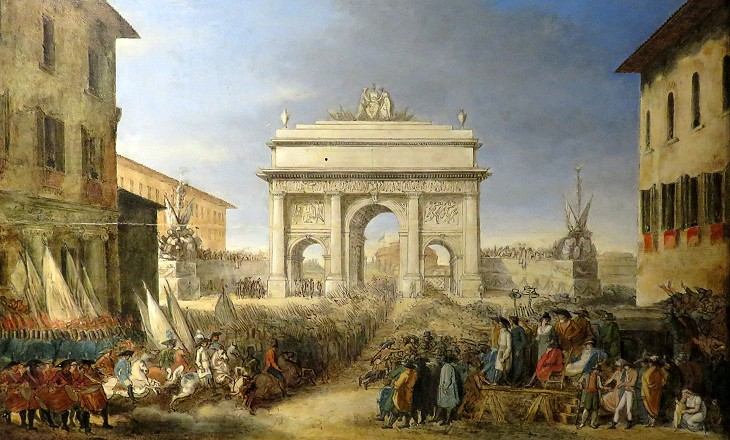
Арка, воздвигнутая на площади Пьяцца ди Понте в честь Римской республики в марте 1798 года
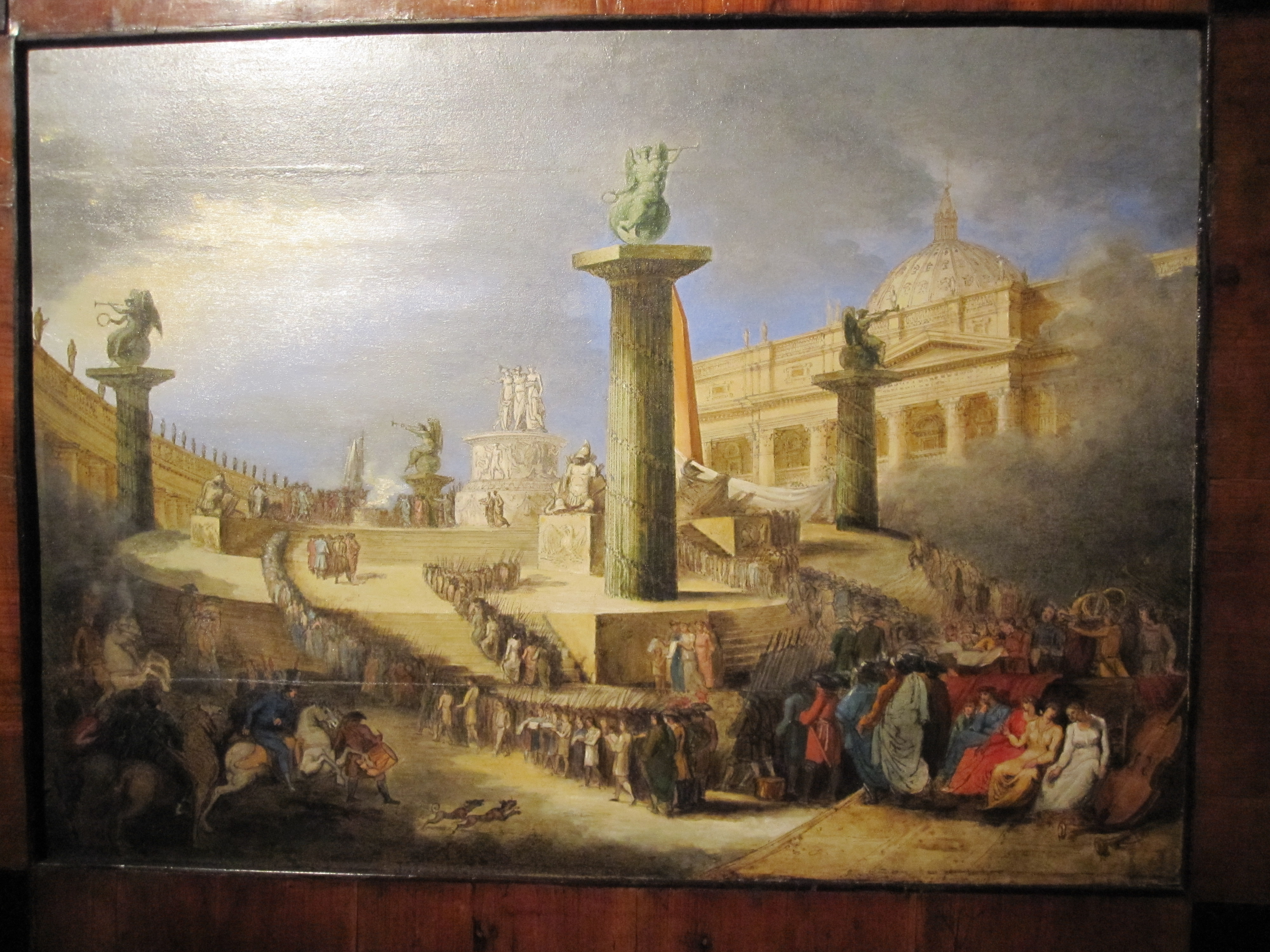
Римская площадь Святого Петра
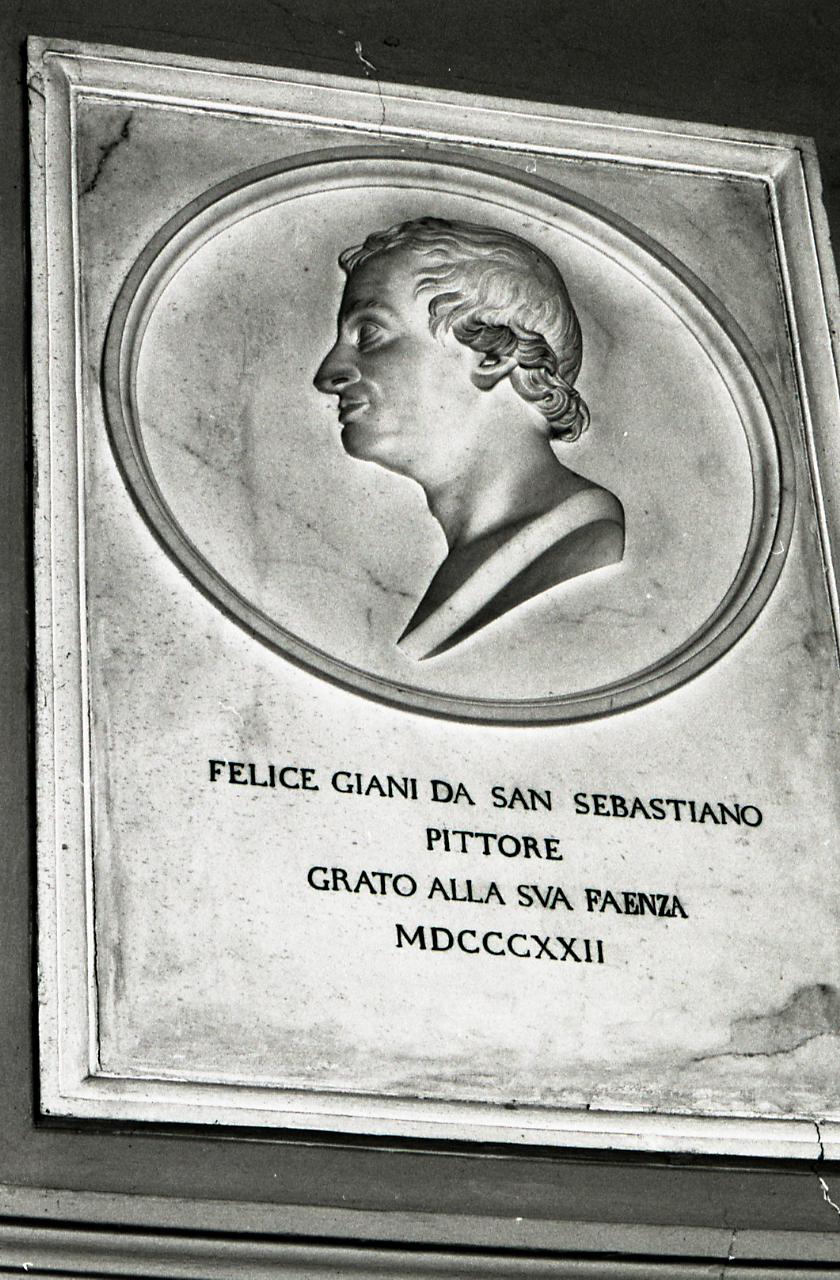
Барельеф Феличе Джани